# Shigeru Jōshima
Shigeru Jōshima (城島 茂?, Jōshima Shigeru; Yamatokōriyama, 17 novembre 1970) è un cantante, musicista e attore giapponese.
È il leader del gruppo Tokio.